# قیام آذربایجان
قیام آذربایجان کتابی از کریم طاهرزاده بهزاد است که در سال ۱۳۳۴ منتشر و برندهٔ جایزه کتاب سال سلطنتی شد.